# SNCF Z 5100
Die Baureihe Z 5100 der französischen Staatsbahnen (SNCF) sind elektrische Triebzüge aus rostfreiem Stahl, die zwischen 1953 und 1958 gebaut wurden. Die 82 Triebzüge, bestehend aus einem Triebwagen, Zwischen- und Steuerwagen, erschlossen als Regionalzüge vorwiegend die südlich von Paris gelegenen Vororte. In den Jahren 1987 bis 1998 wurden die Triebzüge schrittweise aus dem Verkehr gezogen.
Die für das mit 1500 Volt Gleichstrom elektrifizierte Streckennetz konzipierten Triebzüge sind dreiteilig, 138 t schwer und 120 km/h schnell. Sie haben eine Dauerleistung von 880 kW. 122 Sitzplätze 2. Klasse, 40 Sitzplätze 1. Klasse und ein Gepäckabteil. Der mechanische Teil stammte von Carel et Fouché, die elektrische Ausrüstung von der Compagnie de Matériel de Traction Électrique (MTE).

## Geschichte

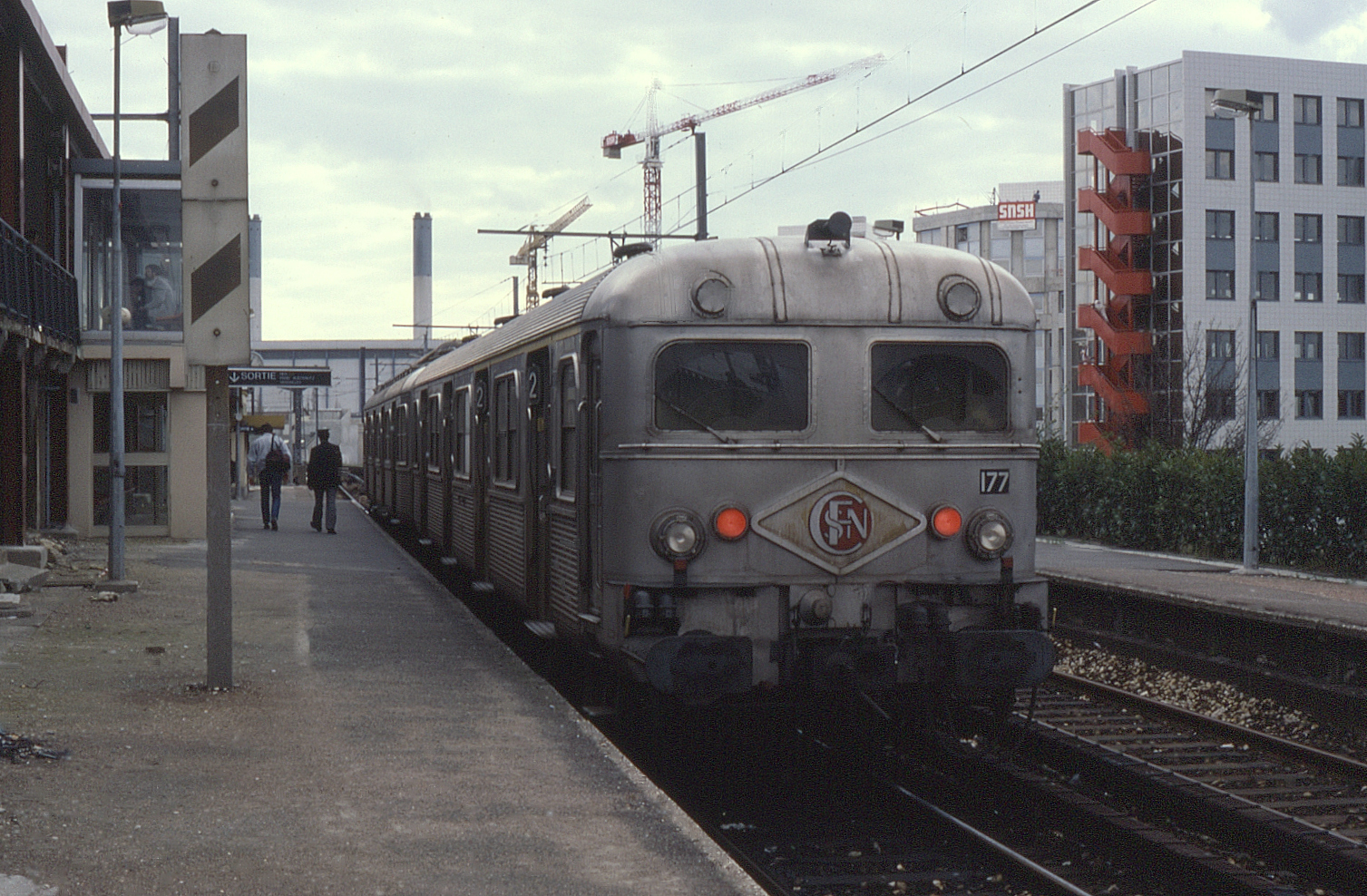
Für Stromschienenbetrieb umgebauter Z 5100 im Bahnhof Issy-Plaine, 1987

Die zwischen 1953 und 1958 abgelieferten Triebzüge wurden ohne Zwischenwagen in Betrieb gesetzt und sollten ursprünglich alle Vorortstrecken rund um Paris bedienen, da geplant war, auch die Vorortlinien nördlich von Paris mit 1500 Volt Gleichstrom zu elektrifizieren. Die Motorisierung des zweiteiligen, aus einem Trieb- und Steuerwagen bestehenden Triebzuges, ermöglichte eine starke Beschleunigung.
Ab 1957 wurde ein Zwischenwagen zwischen den Triebwagen und den Steuerwagen eingereiht, ab 1967 verkehrten alle Triebzüge mit Zwischenwagen. Die Triebzüge waren nun dreiteilig. Für die Verstärkung von Triebzügen, die über die Vororte hinausführten, wurden 1963 sechzehn Triebzüge mit einem weiteren Zwischenwagen ergänzt.
1985 lösten einige Z 5100 auf der Strecke von Puteaux nach Issy (Abschnitt der heutigen Linie 2 der Pariser Straßenbahn) die „Standard“-Triebwagen der Baureihe Z 1500 ab. Wegen des dortigen Stromschienenbetriebs wurden sie für die Entnahme des Fahrstroms mit seitlichen Stromabnehmern ausgestattet. Aufgrund der Gleichspannung von nur 650 V verkehrten sie mit reduzierter Stromversorgung. Sie verkehrten in der Regel nur als Zwei-Wagen-Züge aus Trieb- und Steuerwagen, in den Stoßzeiten wurden auch Vier-Wagen-Züge eingesetzt.
Die ersten Triebzüge wurden 1987 aus dem Verkehr gezogen, die letzten 1998.

## Einsatzgebiete
Da anfänglich nicht genügend Triebzüge für die alle Leistungen auf den elektrifizierten Vorortstrecken im Südosten von Paris zur Verfügung standen, wurden die Z 5100 Triebzüge in den Spitzenverkehrszeiten bis 1954 vorübergehend durch mit Lokomotiven der Baureihe BB 1-80 geführte Wagengarnituren ergänzt, die aus jeweils vier ehemaligen Wagen der Chemins de fer de Paris à Lyon et à la Méditerranée (PLM) bestanden.
Im Südwesten von Paris, ab den Bahnhöfen Gare d’Orsay und Gare d’Austerlitz, ersetzten die neuen Triebzüge in den Jahren 1957 bis 1967 schrittweise die Triebzüge der SNCF Baureihe Z 4100. In den westlich gelegenen Vororten von Paris, ab dem Bahnhof Montparnasse, ersetzten die Triebzüge doppelstöckige Pendelzüge der ehemaligen Chemins de fer de l'État (ETAT) ab 1957. Ab 1963 führten die um einen weiteren Zwischenwagen ergänzten vierteiligen Triebzüge direkte Züge ab dem Bahnhof Paris Austerlitz über Juvisy nach Brétigny.
Ab 1982 lösten die Pendelzüge Z 5100 in der Provinz die älteren Pendelzüge der Baureihe Z 4100 ab. So wurden bis zu 24 Pendelzüge in Tours-St-Pierre stationiert. Weitere wurden nach Toulouse verlegt, um dort Verbindungen um Saint-Jory zu bedienen, wo diese wegen zu kurzer Bahnsteige in Saint-Jory ohne Zwischenwagen eingesetzt wurden. Zu erwähnen bleibt noch der Verkehr um Bordeaux durch das Verlegen von Pendelzügen während der Woche aus Tours.
Sechs Triebzüge wurden im Laufe der Zeit nach Vénissieux verlegt. Einer dieser Triebzüge führte in der Schweiz auf der Bahnstrecke Genf–La Plaine Versuchsfahrten für die Schweizerischen Bundesbahnen (SBB) durch. Jedoch wurden von der Schweizerischen Bundesbahnen keine übernommen.
Die letzten Pendelzüge der Baureihe Z 5100 verkehrten bis im September 1998 auf der kurzen Stichstrecke vom innerstädtischen Kopfbahnhof von Orléans zum etwas außerhalb liegenden Fernbahnhof Les Aubrais.

## Konstruktion
Die Triebzüge Z 5100 sind auf der Grundlage der Triebzüge der SNCF Baureihe Z 3700 entworfen, die noch von einer Vorgängergesellschaft der SNCF, der ETAT, ab 1938 für die gerade elektrifizierte Bahnstrecke von Paris nach Le Mans beschafft wurden.
Der Wagenkasten der Triebwagen wie auch der dazugehörenden Steuer- und Zwischenwagen sind aus rostfreiem Stahl nach einem Patent von Budd. Wie ihr Vorbild, die Baureihe Z 3700, hatten die Triebwagen keine elektrische Bremse.
Während die Baureihe Z 3700 ein nur schwierig trennbarer Gliederzug mit der Achsformel Bo’Bo’Bo’ ist und somit alle Achsen angetrieben hat, besteht die Baureihe Z 5100 aus einzelnen Triebwagen, Steuerwagen und später auch eingefügten Mittelwagen, die betrieblich jederzeit getrennt werden können. Motorisiert ist jedoch einzig der Triebwagen. Er hat die Achsformel Bo’Bo’.
Der rostfreie Stahl mit seinen Sicken in den Seitenwänden zwischen den Türen und auf dem Dach charakterisierte den ganzen Triebzug. Auf dem Dach des Triebwagens, der wie der Steuerwagen nur am Triebzugende einen Führerstand aufweist, befinden sich die Anfahrwiderstände und einer der für den Gleichstrombetrieb in Frankreich typischen charakteristischen Scherenstromabnehmer mit vier Schleifstücken.
Die vielen Türen mit den vielen Trittstufen charakterisierenden auch den Triebzug der Baureihe Z 5100. Im Gegensatz zum Vorbild, dem Triebzug der Baureihe Z 3700, der nur auf Bahnsteigen mit Hochperrons eingesetzt werden konnte, waren die Trittstufen des Z 5100 eine Bedingung für einen freizügigen Einsatz.

### Umbauten
Der Steuerwagen ZRABx 15167 und der Triebwagen ZBD 5167 erhielten um 1978 eine Luftfederung. Diese Luftfederung diente zum Sammeln von Erfahrung. Die gesammelten Daten ermöglichten die Optimierung der damals aufkommenden Luftfederung, wie sie heute unter vielen Neubaufahrzeugen anzutreffen ist.

## Farbgebung
Die Triebzüge besaßen infolge der Verwendung von rostfreiem Stahl außen keinen Farbanstrich.

## Verbleib
Erhalten geblieben ist der Pendelzug Z 5119. Dieser Pendelzug Z 5119 bestehend aus dem Triebwagen ZBD 5119 dem Zwischenwagen ZRBz 25137 und dem Steuerwagen ZRABx 15149 wird mit Stand 2015 durch einen Verein aufgearbeitet und ist seit 2013 vom Französischen Staat als Kulturdenkmal (Monument Historique) anerkannt.

## SNCF Z 5100 als Modell
Die beiden französischen Modelleisenbahn-Hersteller VB und Jouef realisierten den Z 5100 als Modell in der Nenngröße H0 für die Spur H0. Zudem brachte Editions Atlas Collections ein unmotorisiertes Vitrinenmodell des ZRABx-15101 im Rahmen der Sammelreihe Automotrices des Rėseaux Français heraus.